# Meister Autor oder Die Geschichten vom versunkenen Garten
Meister Autor oder Die Geschichten vom versunkenen Garten ist der Titel einer 1873 entstandenen und im selben Jahr veröffentlichten Erzählung von Wilhelm Raabe. Erzählt werden personell miteinander verbundene Geschichten von Menschen mit verschiedenen Lebenskonzepten in der ländlichen Heimat oder auf Weltreisen vor dem Hintergrund einer die alten Gärten in moderne Straßen und Häuser umwandelnden Gesellschaft.

## Inhalt

### Überblick
Der Schriftsteller von Schmidt erzählt die während seiner Aufenthalte in einer Stadt in der Nähe des Elmswaldes erfahrenen Geschichten vom Holzschnitzer Autor Kunemund, dem Förster Tofote und seiner Tochter Gertrud. Deren Leben in der ländlichen Einsamkeit verändert sich, als Autors Weltenbummler-Bruder reich, mit Raritäten vieler Länder und einem schwarzen Diener, in die Heimat zurückkehrt und bereits ein Jahr später der Förstertochter sein Vermögen vererbt. Dadurch steigt sie in die beste Gesellschaft auf. Ihr Haus mit einem alten märchenhaften Garten wird jedoch bald Opfer der sich immer mehr erweiternden und modernisierenden Stadt. Gertrud wird von ihrer mütterlichen Freundin, der reichen Witwe Christine von Wittum, in ihr Haus aufgenommen, passt sich den Konventionen an, entfremdet sich aber von ihren alten Bezugspersonen. Verbunden sind die Konflikte mit der Frage nach dem Sinn des Daseins und den Möglichkeiten einer Lebensgestaltung innerhalb, außerhalb oder, mit Kompromissen, am Rand der Gesellschaft.

### Der Erzähler
Der Erzähler Baron Emil von Schmidt bezeichnet sich am Anfang als „beschäftigungslose[n] Liebhaber wohlfeiler ästhetischer Genüsse“. Nachdem er seinen Dienst als Bergassessor in jungen Jahren aus Gesundheitsgründen aufgeben musste, lebt er jetzt vom Erbe seines Vaters, eines wohlhabenden Domänenpächters, und schreibt für Zeitschriften „recht niedliche Novellen“. In der vorliegenden „Schrift“ erzählt er vom Meister Autor Kunemund, der sich in einem Forsthaus mitten im Wald eingemietet hat und von sich behauptet: „Ich verstehe zwar die Welt wohl noch, aber sie versteht mich nicht mehr, und so werden wir wohl nie mehr so zusammenkommen, wie damals, als wir beide noch jünger waren“. Schmidts Verhältnis zu Kunemund ist ambivalent: „[I]ch hatte nämlich den Meister auch da zu respektieren, wo sich mein ganzes, oft flüchtig genug am Tage lebendes Wesen gegen seine Natur und sein Treiben als gegen etwas ganz Gewöhnliches und Einfältiges, wenngleich ungemein Feststehendes sträubte“.

### Elm-Wald
Schmidt lernt den Meister beim Förster Arend Tofote und dessen zehnjähriger Tochter Gertrud auf einer Wanderung mit einer „feinen[n], liebenswürdige[n] und gebildete[n] Gesellschaft deutscher Abstammung und Zunge“ durch den Elm-Wald bei Kneitlingen und Schöppenstedt kennen, als sie im Forsthaus Rast machen (1. u. 2. Kp.).
Jährlich wiederholt der Erzähler mehrere Male seine Besuche im Forsthaus und eines Tages, ca. 8 Jahre nach ihrer ersten Begegnung, erscheint Meister Kunemund in der Stadt. Anlass ist der Tod seines jüngeren Bruders, der Gertrud sein Haus vererbt hat. Um die Zusammenhänge zu erklären, erzählt er Schmidt seine Lebensgeschichte (3. Kap):

### Das, was der Meister Autor Kunemund mir zu sagen hatte (4.–6. Kap.)
Autor Kunemund und Arend Tofote sind Jugendfreunde und kämpfen in den Befreiungskriegen gegen Napoleons Armee bei Waterloo (18. Juni 1815). Nach dem Krieg wird Tofote Förster. Kunemund kann wegen Gesundheitsproblemen nicht in den Staatsdienst eintreten, zieht zu dem Freund ins Forsthaus und macht sich bei ihm mit Arbeiten auf der Schnitzbank nützlich. Sein jüngerer unangepasster Bruder, ein für seine gefährlichen Streiche bekannter „Schlingel“, flieht ohne Abschied ins Ausland. 9 Jahre vor Autors Besuch bei Schmidt kehrt er als „Mynheer van Kunemund“ wohlhabend aus Surinam zurück und kauft ein Haus mit einem großen Garten vor der Stadt. Begleitet wird er vom „kohlenpechrabenschwarze[n] Mohr[en]“ Ceretto Meyer oder Wichselmeyer, den er in Bremen als „wilde[n] Mess- und Jahrmarktsindianer“ entdeckt und in seinen Dienst genommen hat.

### Mynheers Zaubergarten
Meister Autor bittet den Erzähler, ihn zum Anwesen seines Bruders zu begleiten, um ihn bei der gerichtlichen Übergabe bei Bedarf zu unterstützen. Zusammen mit der inzwischen 18-jährigen Gertrud (7. Kap.) und Karl Schaake, einem Leinewebersohn und Kinderfreund Getruds aus Kunemunds Dorf, zur Zeit Seefahrer auf Heimaturlaub, besichtigen sie das in einem parkartigen mit Sandstein-Skulpturen und Brunnen geschmückten Garten versteckte herrschaftliche Haus aus dem 18. Jh. mit Deckengemälden und bunten Glasfenstern. Mynheer hat die Villa mit auf seinen Weltreisen gesammelten Möbeln, Teppichen und wunderlichen Fundstücken ausgestattet. Das „Waldfräulein“ Gertrud ist von der Atmosphäre begeistert (8. Kap.). Karl hat zuletzt auf der Hamburger Barke „Kehrwieder“, die Welt bereist, viele Kulturen und ihre Ritualmagie kennengelernt und interessiert sich für Mynheers Raritätensammlung. Dabei entdeckt er den unheilbringenden schwärzlichgrünen, eiförmigen „Stein der Abnahme“ und versucht die Villa vom Fluch zu befreien, indem er ihn in einen Brunnen wirft (10. Kap.). Der Erzähler gesteht, dass er sich „seit [s]einen Kindheitsjahren nicht in einer gleichen märchenhaften, neugierig-bänglichen Stimmung wie die jetzige befunden“ habe. Doch die Stadtverwaltung plant ein neues Wohnviertel und den Bau einer Straße quer über das Grundstück und einige Zeit später wird das Haus abgerissen (8. – 10. Kap.).

### Zugunglück
Nach jahrelanger Abwesenheit kehrt v. Schmidt in die Stadt zurück (11. Kap.). Kurz vor seinem Reiseziel muss sein Schnellzug wegen eines Eisenbahnunglücks mit Toten und Schwerverletzten auf freier Strecke anhalten. Wie die meisten Reisenden wandert er durch die Felder zu einem nahe gelegenen Dorf, um dort in einem Wirtshaus die Zeit bis zur Weiterfahrt zu verbringen: Dabei blickt er aus einer Anhöhe über die Landschaft mit der Eisenbahnstrecke: „Die Welt war sehr schön, selbst an dieser eigentlich ziemlich unschönen und ganz und gar nicht romantischen Stelle; aber ein schauerliches Grauen ob der Gewissheit, dass mir von neuem einmal gezeigt werde, dass sie ebenso hässlich als schön sei, durchfröstelte und überkroch mich. […] Auf die lange heiße schnelle Fahrt durch das neunzehnte Jahrhundert der unvermutete Stillestand und der jähe Schrecken! Mitten im wirbelndsten Leben die aufdringliche Kunde von den Trümmern und dem Tode da vorn auf der anscheinend so glatten Bahn! Dann die stillen, erstaunten Minuten in der Einsamkeit des Feldes, am duftig-begrünten Hang des Hohlweges – die weite Aussicht in die lachende, beweglich-unbewegte Ferne! Und nun? Nun das – das, was […] hinter dem Gewühl in der eigenen Brust […] immerfort sich weiter spinnt: das große, offenkundige Geheimnis! […] was hinter allen Dingen liegt.“ Am Dorfrand begegnet er dem gealterten Kunemund, der allein in seinem kleinen Elternhaus lebt (12.–14. Kap.) Förster Tofote ist inzwischen gestorben. Schaake befährt, zum Steuermann befördert, wieder die Weltmeere. Über sein Verhältnis zur in der Stadt wohnenden wohlhabenden Gertrud sagt Autor: „Wir sind auseinander gekommen, ohne dass wir es gemerkt haben.“
Nach seiner Rückkehr in die Stadt (14. Kap.) findet Schmidt in der Zeitung auf der Liste der beim Eisenbahnunglück Verunglückten und Toten auch den Namen des Steuermanns Karl Schaake. Er erfährt von der Bahnbehörde, dass er mit Fußbrüchen in die Stadt transportiert worden sei und bei seiner Tante im Cyriacihof wohne.
Auf der Suche nach dem Haus kommt Schmidt durch ein „kunsthistorisch interessantes“ verwinkeltes altes Wohngebiet mit Torbogen aus der Renaissancezeit und „Wunderwerke mittelalterlicher Zimmermannsarbeit“. Alles werde, erklärt ihm ein Stadtplaner, abgerissen und mit geradliniger Straßenführung als „Wunder der modernen Architekturwissenschaft“ neu bebaut. Der Zaubergarten Mynheers mit den alten Bäumen und Sandsteinskulpturen ist zusammen mit dem Haus bereits verschwunden und die neue Prachtstraße hat nur vor dem Kirchhof Halt machen müssen: „[D]ie Lebenden haben es so eilig und die Toten wollen sich Zeit gönnen – wahrhaftig, es wäre lächerlich, wenn es nicht so sehr, sehr ärgerlich wäre!“ Der Erzähler fragt sich: „Wer hebt die Gärten, die uns versinken, wieder herauf aus der Tiefe?“
Schaakes Verletzungen sind, wie Schmidt bei seinen Besuchen erfährt, viel schwerwiegender als der Patient mit gespielter guter Laune zugeben will (15., 16., 18. und 20. Kap.), die Ärzte wissen nicht, ob sie seine Füße retten können. Enttäuscht äußert er sich über Getruds Entwicklung, die den schwarzen Signor Ceretto in ihren Haushalt übernommen hat. Bald darauf stirbt er im Wundfieber von seinen Seereisen halluzinierend.

### Elfe und Hexe
Wie Schmidt von Ceretto, der ihm eine Einladung zum Tee bei der Förstertochter überbringt, erfährt (19. Kap.), ist Gertrud mit ihrem Vater und Meister Autor in die ererbte Villa eingezogen und hat durch Advokaten die komplexen teils zwielichtigen Geldanlagen Mynheers klären lassen. In ihrem Haus verkehrte die beste Gesellschaft der Stadt. Meister Autor und der Förster fühlten sich in dieser Umgebung zunehmend unwohl und zogen vor dem Abriss in Kunemunds Dorf, während Gertrud von ihrer mütterlichen Freundin Christine von Wittum, einer „junge[n] rasche[n] Witwe eines in sehr reifen Jahren entschlafenen hohen Staatsbeamten“, in ihre herrschaftliche Wohnung in einem der modernen Vororte der Stadt (20. Kap.). aufgenommen wurde. Diese plant, Vollrad, ihren Vetter aus Berlin, mit Gertrud zu verheiraten.
Schmidt trifft das „gnädige Fräulein“ Gertrud, „das Kind aus dem Musterforst“, die stattlich zu einer „glanzvollen Erscheinung“ gereifte „Elfe“ in einem von einer Gaskrone tageshell erleuchteten Gemach: „Ganz reizend [sieht] das junge Mädchen in ihrer bunten, blendenden, aber durch das verschiedenartige Grün vieler kunstvoll zusammengestellter künstlicher Gärtnergewächse gesänftigten Umgebung aus.“ Aber sie wirkt im Haus der schönen Hexe verloren, scheint sich langweilen („Jedermann ist so sehr beschäftigt – so sehr in Anspruch genommen. Nur wir haben immer Zeit“) und ist traurig über die Nachricht von Schaakes Unglück, mit dem sie gerne, wäre sie ein Junge („aber wir machen uns nicht selber“), über die Weltmeere durch die schlimmsten Wirbelstürme gefahren wäre, aber nun sei sie „in einem eben solchen Wirbel“. Während die „in ihrer üppigen, reifen Schönheit“ wundervoll aussehende Gastgeberin Christine von Wittum Schmidt aus dem Zwiegespräch in die Gesellschaft holt und ihn zu einem Mondscheingang bewegen will, verschwindet Gertrud und wird gesucht. Dadurch entgeht dem Erzähler das nächtliche Erlebnis mit einem „der herrlichsten Weiber, welches je einen Ballsaal verzaubert“ und die „einen vernünftigen Menschen in den besten Jahren gründlich um seine Kaltblütigkeit und alle ruhige Überlegung gebracht hat“.

### Verlorene Gärten
Schmidt ahnt, dass Gertrud zum Cyriacihof gegangen ist und folgt ihr. Unterwegs trifft er Meister Autor, der mit dem letzten Zug in der Stadt angekommen ist, weil er sich Sorgen um seine Pflegetochter macht (21. Kap.). Sie treffen Gertrud am Bett ihres gerade gestorbenen Kinderfreundes Karl, der nach seinen Besuchen im Forsthaus immer wieder zu seinen Seereisen aufbrach (22. Kap.). Meister Autor Kunemund, sich an den Förster Tofote erinnernd, ruft aus: „Wie viele Gärten versinken dem armen Menschen in der Welt!“ Der Erzähler projiziert ihre Situation ins Allgemeine: „Es fallen Schlösser – Luftschlösser ein, aber […] die Gärten allein, die den […] armen Menschen versinken, die waren ein jeglicher eine Wirklichkeit von dem verlorenen Paradiese an!“ Meister Autor kehrt nach der Beerdigung wieder als „Kuckuck“ in sein Dorf zurück. Beim letzten Besuch Schmidts in seinem kleinen Elternhaus, wo er mit der alten Haushälterin des Försters Tofote lebt, philosophiert er, als er von den Lebensplänen des Barons und Gertruds hört: „Alles ist in der Welt vorhanden […] aber nichts an der richtigen Stelle. Da ist es denn keinem zu verargen, dass er sich eben drein findet und zugreift, wie es sich schickt. Was mich angeht, so verdenke ich es niemanden, wenn er seinen Garten bestellt, wie es ihm am nützlichsten scheint.“ Außerdem würden über „eines jeglichen Felder, Ansichten, Taten und Werke die Fußsohlen, Pferdehufe und Wagenräder der Nachkommenschaft doch endlich einmal weggehen“, so dass es „gar keine Kunst ist, das Leben leicht und vergnügt und die Erde, wie sie ist, zu nehmen“.

### Der Weg um die Wand
Der Tod Karls ist für die Protagonisten Anlass, über ihr eigenes Leben nachzudenken und es neu zu ordnen: Der Erzähler hat mit „Behagen, Spannung, Rührung, Trauer und […] Missbehagen als Zuschauer dagestanden und wahrlich mehr guten Rat empfangen als gegeben“. Die volkstümlichen Lebensweisheiten Meister Autors und die Beobachtungen und gleichmütigen Kommentare des schwarzen „kuriose[n] Philosoph[en]“ Ceretto haben ihm imponiert und ihn zur Reflexion und Selbstreflexion angeregt. Er ist jetzt fast 40 Jahre alt, wohlhabend und unabhängiger Schriftsteller und fasziniert von Christine, der Tochter des Bergmeisters Erdmann, die er aus seiner Zeit als Bergeleve in Clausthal gut kennt und die ihm selbst ihre Zuneigung signalisiert. Sie sprechen lange über ihre damaligen „Bekannten und Bekanntinnen“ und von der mit „überraschender Schnelligkeit“ hingehenden Zeit.
Beiden gefällt ein Wort aus dem „Lebensbuch“ des alten Holzschnitzers Kunemund, der sich, im Kern treu geblieben, immer wieder in neuen Lebenssituationen arrangiert hat: „Man glaubt alle Augenblicke vor einer Wand zu stehen, um jedesmal zu finden, dass ein Weg um dieselbe herumführe“. Sie tauschen sich über ihre Interessen aus, finden Gemeinsamkeiten als „Gartenkünstler“ in der „Blumen und Gemüsezucht“ anstelle ihres tropischen Gartens mit dem kleinen künstlichen Springbrunnen in ihrem Haus und einigen sich schnell zu heiraten. Den „Mohren“, als „kuriose[n] Philosoph[en]“ und „eine Art von gutem Genius“ und Gertrud nehmen sie mit in ihren neuen Haushalt, doch die Pflegetochter heiratet bald darauf Vollrad von Wittum. Bei einem Besuch treffen sie „das reizende Weibchen vor ihrem Pianoforte, an welchem sie eine in der Tat allerliebste Miene zu einem außergewöhnlich bösen Spiel macht[-]“, und Volland bei einem „etwas unerquicklichen Vormittagsschlaf“ auf dem Diwan.
Während das junge Paar nach Freiburg im Breisgau zieht, übersiedeln Emil und Christine von Schmidt nach Berlin, wo sie, im Schlussbild der Erzählung, die Erbtante der Ehefrau durch den Garten von Schloss Sanssouci führen.

## Interpretation
Fuld vermutet hinter dem Erzähler, Baron von Schmidt, Raabe’sche Züge. Offensichtlich ist, dass der Autor am Beispiel der Meister-Autor-Protagonisten eine aus anderen Werken bekannte Thematik variiert: die Spannung zwischen abenteuerlichen Wanderungen durch die weite Welt und der engen Heimat, sowie die schwierige Rückkehr in die alten Strukturen. Beispiele sind Karl Krumhardt – Helene Mungos – Velten Andres (Die Akten des Vogelsangs), Eduard – Heinrich Schaumann (Stopfkuchen), Leonhard Hagebucher (Abu Telfan).
Verbunden ist diese Polarität im Meister Autor mit exotischer Magie im Unterschied zur Rationalität der pragmatischen Bürger. Roch schreibt dazu, Raabe habe kritisch gesehen, „wie das Bürgertum sich mittels technischer Erfindungen und Errungenschaften der Welt bemächtige, wie es äußerlich reich wurde und innerlich verarmte.“ Der Holzschnitzer Kunemund und sein Bruder leben beide in Distanz zu diesem Bürgertum: Meister Autor im Forsthaus und der „Ausreißer“ Mynheer van Kunemund in der weiten Welt. Von seinen Reisen hat er Raritäten, u. a. magische Gegenstände, anderer Kulturen mitgebracht und Karl Schaake glaubt offenbar an deren Wirkung. Er erkennt in der Kunemund-Raritätensammlung einen unheilbringenden „Stein der Abnahme“ und wirft ihn nach dem Rat des Erzählers in ein Wasserbecken im Park. Beim Straßenbau wird er wieder ausgegraben. Der neue Besitzer deutet ihn als arabischen „Apfel des Glücks“, der die Ehe vor Gefahren schütze. Ironisch wird darauf hingewiesen, dass er in der Gesellschaft, der er seine Theorie vorträgt, ohne seine Gattin erschienen ist. Kunemund hat der Stein nach Schaakes Überzeugung kein Glück gebracht. Der wohlhabende Mynheer stirbt frühzeitig und seine Märchengarten muss einer Straße weichen.
Ein Unikum ist auch der „Mohr“ aus Afrika, Ceretto Meyer oder Wichselmeyer, den Mynheer in Bremen als „wilde[n] Mess- und Jahrmarktsindianer“ entdeckt und als einen Diener angestellt hat. Verwundert und mit philosophischer Ruhe betrachtet der „afrikanische deutschgekochte Jahrmarktslump“, wie ihn Meister Autor einmal im Zorn beschimpft, das Leben: „Wenn ich die Weisheit in Spiritus, für jede Abart ein besonderes Glas, der Menschheit in einer Bude zeigen könnte, so hinge ich in dieser Nacht noch die gnädige Frau hinter die Tür und ginge wieder einmal ohne Abschied durch.“ Seine kritisch distanzierte Haltung teilt er mit dem Beobachter und Erzähler der Szenerie, dessen Sympathie er genießt und der den schwarzen Philosophen am Ende in seinen Dienst übernimmt und in ihm den Diener übersieht.
Nach Fuld ist Raabes hintersinniger Text lange Zeit unverstanden geblieben. Z. B. sei zu wenig beachtet worden, dass die Handlung in der Nähe von Kneitlingen spielt, dem Geburtsort Till Eulenspiegels. Der Literaturkritiker Engel, ein Zeitgenosse Raabes, der seine echten, stillen Dichtungen schätzte, hat den „nicht leicht zugänglichen“ Schriftsteller einen deutschen Humoristen genannt und seine „Herzensfreude an allerlei Käuzen und Käuzinnen“ hervorgehoben. Solche Figuren sind im Meister Autor sympathisch charakterisiert, die „beste Gesellschaft“ wird dagegen vom ironischen und selbstironischen Erzähler karikiert. Gesellschaftliche Außenseiter sind nicht nur die Weltenbummler, sondern auch Meister Autor und der Förster Arend Tofote in ihrem Rückzug in die freie Waldeinsamkeit.
Thematisch verbunden wird diese Naturidylle mit dem zentralen Motiv des versunkenen Gartens, auf das bereits der Doppeltitel hinweist. Woltings nennt in ihrer Untersuchung Raabes Roman als Beispiel für die Verwendung des Gartenmotivs für „Verfall und die Vergänglichkeit des Lebens des Menschen“, zwar nicht wie in Hesses Iris (1918) als „Schilderung eines malerischen, aber im Verfall und in der Überwucherung sich befindenden Gartens“, sondern wie Stifters Nachsommer (1857) „als Kontrast zwischen dem behüteten Zustand innerhalb eines Gartens und der bedrohlichen lauten Außenwelt“, als „Schutzraum“.
Bezieht sich der Titel zunächst auf Gertruds versunkenen Garten, so wird in anderen Situationen mehrmals auf das Bild zurückgegriffen. Als Schmidt im Theater sitzt und Shakespeares Hamlet mit falschem Pathos deklamiert wird, klagt der Erzähler: „Wer hebt die Gärten, die uns versinken, wieder aus der Tiefe?“ Autor Kunemund ruft nach Karls Tod aus, in Erinnerung an das letzte Weihnachtsfest mit Getrud im Forsthaus: „Wie viele Gärten versinken dem armen Menschen in der Welt!“ Der Erzähler ergänzt: „Es fallen Schlösser – Luftschlösser ein, aber […] die Gärten allein, die den […] armen Menschen versinken, die waren ein jeglicher eine Wirklichkeit von dem verlorenen Paradiese an!“ Fuld deutet das Bild vom versunkenen Garten auch als Eingeständnis Raabes vom Sterben seiner dichterischen „Blütenträume“.

## Rezeption
Meister Autor war kein Publikumserfolg und Raabe musste nach dem Erscheinen des Buches Anfang 1874 wieder Brotarbeit bei Zeitungen annehmen. In einem Brief vom 19. März 1901 blickt er auf diese Zeit zurück: „Weder Publikus noch Publika haben was von meinem ‚Meister Autor‘ wissen wollen.“
In zeitgenössischen Rezensionen werden sowohl Inhalt wie Ausführung des Meister Autor kritisch gesehen: In der Zeitschrift „Über Land und Meer“ (1874) wird zwar die Poesie gelobt, doch die Fabel als „seltsam ersonnen[-]“ empfunden. Im selben Jahr nennt Edmund Hoefer im „Literaturfreund“ den Text „eine Erzählung mit Hindernissen“. Auch Oppermann kritisiert den Geheimniskrämer Raabe.
Neuere Kritiken bewerten dagegen die Erzählung vorwiegend positiv und würdigen zeit- und gesellschaftskritische Tendenzen: Meister Autor sei ein sehr früher Versuch, Nebenwirkungen der Industrialisierung in der Gründerzeit – wie zum Beispiel den rücksichtslosen Abriss von Altbauten im Verlaufe des Straßenbaues und Sanierungsmaßnahmen oder das verheerende Eisenbahnunglück – erzählerisch zu reflektieren. Der Widerwille des Erzählers gegen die Segnungen der Gründerzeit sei unübersehbar und dies hätten die meisten Zeitgenossen nicht verstanden.  Als er mit Meister Autor den Friedhof nach der Beerdigung des Steuermanns verlässt, begeben sich beide zu Fuß nach Hause: „An heißen, mit Teer getünchten Planken, Holzhöfen, Gartenmauern und vereinzelten unschönen Häusern vorüber führte uns unser Weg durch den heißen, vom Abfall der Fabrik- und Kohlenwerke geschwärzten fußhohen Staub nach der Stadt zurück.“
Vollmann nennt Meister Autor „ein freies Buch, voll großer Bilder, die ihrerseits nun wieder noch einmal eine Welt bauen, die untergehen wird im falschen Elan der Generation mit dem frischen Geld – ein großer kluger Mann, dieser Romancier, der so wenig Staat macht mit seinem ganzen Können, ein wirklich großer Mann, aber damals wird das nicht ganz leicht zu erkennen gewesen sein.“

## Zitate
- „Es stirbt nicht jeder in seinem Vaterhause.“[43]
- „Was Schaden bringt und Unheil stiftet, hat meist immer eine gute Gesundheit.“[44]
- Gottes Macht: „...geht der Herr vorbei, ohne daß wir es gewahr werden;...“[45]
- „Es verlockt nichts in gleicher Weise so weiter und weiter als solch ein Feldweg durch das reife Korn und die Garben, dem Sonnenaufgang entgegen.“[46]
- „Man glaubt alle Augenblicke vor einer Wand zu stehen, um jedesmal zu finden, daß ein Weg um dieselbe herumführe.“[47]

## Ausgaben

### Erstausgabe
- Wilhelm Raabe: „Meister Autor oder Die Geschichten vom versunkenen Garten.“ 256 Seiten. Halbleinen. Ernst Julius Günther, Leipzig 1874

### Verwendete Ausgabe
- Meister Autor oder Die Geschichten vom versunkenen Garten. (S. 5–157) mit einem Anhang von Gerhart Mayer (S. 451–472) in: Gerhart Mayer (Bearb.), Hans Butzmann (Bearb.): Wilhelm Raabe: Meister Autor. Zum wilden Mann. Höxter und Corvey. Eulenpfingsten. (2. Aufl., besorgt von Karl Hoppe und Rosemarie Schillemeit) Vandenhoeck & Ruprecht, Göttingen 1973. Bd. 11, ISBN 3-525-20144-3 in Karl Hoppe (Hrsg.), Jost Schillemeit (Hrsg.), Hans Oppermann (Hrsg.), Kurt Schreinert (Hrsg.): Wilhelm Raabe. Sämtliche Werke. Braunschweiger Ausgabe. 24 Bde.

### Weitere Ausgaben
- In Sammlungen erschien die Erzählung zum Beispiel 1900 und 1903 bei Otto Janke in Berlin sowie 1934 bei Hermann Klemm in Berlin-Grunewald.[48]
- Wilhelm Raabe: Meister Autor oder Die Geschichten vom versunkenen Garten. 157 Seiten. Pappband. Hermann Klemm und Erich Seemann, Freiburg im Breisgau 1955
- Wilhelm Raabe: Meister Autor oder Die Geschichten vom versunkenen Garten. 252 Seiten. Leinen. Gustav Kiepenheuer, Weimar 1968
- Peter Goldammer (Hrsg.): Wilhelm Raabe: Meister Autor oder Die Geschichten vom versunkenen Garten. 172 Seiten. Pappband. Insel, Leipzig 1985 (1. Aufl.). Insel-Bücherei 688